# Templado del acero

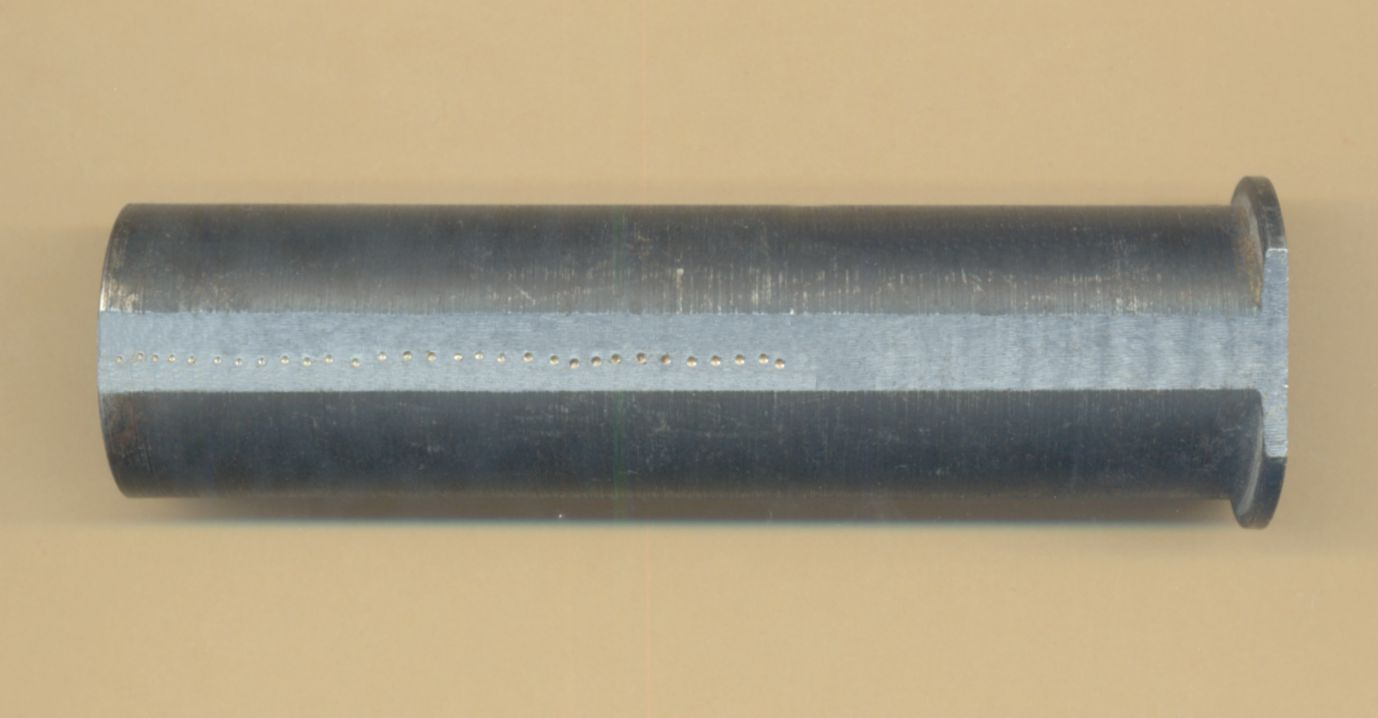
Muestra después del ensayo de templabilidad del acero mediante el ensayo Jominy. Impresiones visibles después de la prueba de dureza Rockwell

En la ciencia de materiales, el templado o temple es un tratamiento térmico consistente en el rápido enfriamiento de la pieza para obtener determinadas propiedades de los materiales. Se evita que los procesos de baja temperatura, tales como transformaciones de fase, se produzcan al solo proporcionar una estrecha ventana de tiempo en el que la reacción es a la vez favorable termodinámicamente y posible cinéticamente. Por ejemplo, se puede reducir la cristalización y por lo tanto aumentar la tenacidad, tanto de aleaciones como de plásticos.
En metalurgia, es comúnmente utilizado para endurecer el acero mediante la introducción de martensita, en cuyo caso el acero debe ser enfriado rápidamente a través de su punto eutectoide, la temperatura a la que la austenita se vuelve inestable. En acero aleado con metales tales como níquel y manganeso, la temperatura eutectoide se vuelve mucho más baja, pero las barreras cinéticas a transformación de fase siguen siendo las mismas. Esto permite iniciar el temple a una temperatura inferior, haciendo el proceso mucho más fácil. Al acero de alta velocidad también se le añade wolframio, que sirve para elevar las barreras cinéticas y dar la ilusión de que el material se enfría más rápidamente de lo que en realidad lo hace. Tales aleaciones incluso al enfriarse lentamente en el aire tienen la mayoría de los efectos deseados de temple.
El enfriamiento extremadamente rápido puede evitar la formación de toda la estructura cristalina, lo que resulta en metal amorfo o «vidrio metálico».

## Temple
El temple es un proceso térmico por el cual las aleaciones de acero y el hierro fundido se fortalecen y endurecen. Estos metales constan de metales ferrosos y aleaciones. Esto se realiza calentando el material a una cierta temperatura, dependiendo del material, y luego enfriándolo rápidamente. Esto produce un material más duro por cualquiera de endurecimiento superficial o a través de endurecimiento que varía en la velocidad a la que se enfría el material. El material es entonces a menudo revenido para reducir la fragilidad que puede aumentar por el rápido enfriamiento del proceso de endurecimiento. Los objetos que pueden ser templados incluyen engranajes, ejes y bloques de desgaste…

### Proceso
El temple de metales es una progresión: El primer paso está absorbiendo el metal, es decir, calentamiento a la temperatura requerida. El remojo se puede hacer por vía aérea (horno de aire), o un baño. El tiempo de remojo en hornos de aire debe ser de 1 a 2 minutos para cada milímetro de sección transversal. Para un baño el tiempo puede variar un poco más alto. La asignación de tiempo recomendado en baños de sales o de plomo es de 0 a 6 minutos. Se debe evitar a toda costa el calentamiento desigual o el recalentamiento. La mayoría de los materiales se calientan desde cualquier lugar a 815 a 900 °C.
El siguiente paso es el enfriamiento de la pieza. El agua es uno de los medios de enfriamiento más eficientes, donde se adquiere la máxima dureza, pero hay una pequeña posibilidad de que se causen deformaciones y pequeñas grietas. Cuando se puede sacrificar la dureza se utilizan aceites de ballena, de semilla de algodón o minerales. Estos tienden a oxidarse y formar un lodo, que consecuentemente disminuye la eficiencia. La velocidad de enfriamiento del aceite es mucho menor que el agua. Tasas intermedias entre el agua y el aceite se puede obtener con agua que contiene 10-90% UCON de Dow Chemical Company, una sustancia con una solubilidad inversa que por lo tanto, los depósitos en el objeto para ralentizar la velocidad de enfriamiento.
Para minimizar la distorsión, las piezas cilíndricas largas se templan verticalmente; las piezas planas en el borde, y las secciones gruesas deben entrar primero en el baño. El baño se agita para evitar las burbujas de vapor.

### Efectos del temple
Antes de endurecer el material, la microestructura del material es una estructura de grano de perlita que es uniforme y laminar. La perlita es una mezcla de ferrita y cementita formada cuando el acero o hierro fundido se fabrican y se enfría a una velocidad lenta. Después de enfriamiento y rápido endurecimiento, la microestructura de la forma material en martensita como una estructura fina, grano de aguja.

### Calentamiento

#### Equipos
Hay tres tipos de hornos que se utilizan comúnmente en temple: horno baño de sal, horno continuo, y la caja de horno. Cada uno se utiliza en función de lo que otros procesos o tipos de temple se está haciendo en los diferentes materiales.

#### Protección al calentar
Se debe evitar la oxidación y descarburación de las piezas a templar.
- sólidos (virutas de fundición de hierro, carbón), adecuado en hornos eléctricos, para aceros al carbono, de baja aleación de hasta 0,6% de C cromo, alta y temperatura de endurecimiento inferior a 1050 °C ;
- sustancias líquidas (sales fundidas) para piezas de valor, como herramientas de corte o partes de máquinas, que requieren uniformidad y exactitud de calefacción;
- sustancia gaseosa (CO, CO2, H2, N2), los gases inertes para la remuneración a gran escala, un caso particular es el vacío.

#### Temperatura de calentamiento
Se debe tener cuidado en subir la temperatura (para aumentar la velocidad de austenización ) porque se puede producir sobrecalentamiento del grano cristalino, con quema de los bordes de los granos que produce infiltración de oxígeno, oxidación, descarburación, fragilidad excesiva de martensita, retención de austenita. En consecuencia, la temperatura depende del medio de enfriar utilizado: 30 °C mayor que Ac3 si se trata de agua, 50 °C mayor si es aceite y 70 °C si es aire acondicionado.

### Medios de enfriamiento
Cuando se templa, hay muchos tipos de sustancias donde enfriar. Algunos de los más comunes son: aire, las sales fundidas, el aceite, la salmuera (agua salada) y el agua. Estos medios se utilizan para aumentar la severidad del enfriamiento.
La exposición a fluidos debe asegurar:
- Una velocidad de enfriamiento de alta en el intervalo A1 - Ms para evitar la formación de perlita o bainita;
- Una velocidad gama Ms - Mf (pero no demasiado baja para evitar la creación excesiva austenita); esta propiedad es proporcional a la diferencia entre la temperatura del fluido y su punto de ebullición;
- El líquido no debe descomponerse en contacto con el metal caliente.

Hay que distinguir dos tipos de fluidos los que no hierven: aire y sales fundidas, y los que hierven. En los primeros el enfriamiento es relativamente uniforme, pero en los líquidos refrigerantes que hierven se producen tres etapas:
- En el primer contacto del medio con la pieza se forma una película de vapor que aísla la pieza (Efecto Leidenfrost), lo que provoca un enfriamiento relativamente lento.
- Cuando la película se rompe, el líquido nuevo toca la pieza de trabajo, que absorbe el calor latente de evaporación y, por tanto alcanza la máxima eliminación de la energía.
- Por debajo de la temperatura de ebullición, hay una disminución en la eliminación de calor.

El agua es el medio de enfriamiento más extendida, especialmente para aceros al carbono y algunos aceros de baja aleación, pero no es el fluido ideal. Su acción puede mejorarse con la adición de sustancias que elevan el punto de ebullición, por ejemplo con NaCl o NaOH.
El aceite mineral es adecuado para aceros aleados de baja y media, que es capaz de formar austenita estable y luego transformada con una baja velocidad crítica de endurecimiento. Es más cerca del fluido ideal, reduciendo la tensión interna y defectos del temple.
El aire se recomienda para alta aleación y las piezas complejas de baja o media aleación.
Las sales fundidas, adecuado para piezas relativamente pequeñas y de acero bien templado, especialmente aconsejable en tratamientos sustitutivos de temple isotérmico.